# Arsenal VG 90
L'Arsenal VG 90 est un chasseur embarqué français construit après la Seconde Guerre mondiale. Il n'a pas dépassé le stade du prototype.

## Origine
En 1946, le ministère de l'Air lança un programme de chasseurs embarqués à réaction destinés à l’aéronautique navale française. Trois appareils, tous équipés du réacteur Rolls-Royce Nene construit sous licence par Hispano-Suiza, furent présentés au Centre d'essais en vol en 1949, dont l'Arsenal VG 90.
Dessiné par l’ingénieur Jean Galtier à partir du VG 70, il s’agissait d’un monoplan à aile haute avec voilure et empennages en flèche. Le fuselage était entièrement métallique, de structure monocoque, la voilure avait une structure métallique et un revêtement en contreplaqué. Les prises d’air, ventrales sur le VG 70, étaient reportées le long du fuselage, sous le bord d'attaque de l’aile et le train d'atterrissage tricycle était entièrement escamotable. L’armement prévu varia durant le programme. Composé initialement de 3 canons Hispano-Suiza de 30 mm et de bombes sous voilure, il fut modifié en 2 canons de 20 mm et 7 mitrailleuses de 7,7 mm, un panier ventral escamotable de 36 roquettes et des charges externes sous voilure.

## Historique
Trois prototypes furent construits, le premier vol intervenant le 27 septembre 1949. Les essais au CEV de Brétigny débutèrent le 10 avril 1950, mais le 25 mai 1950 le premier prototype s’écrase, tuant le pilote d'essai Pierre Decroo. L'enquête conclura à l'ouverture intempestive des trappes de train avant qui s'arrachèrent et vinrent heurter l'empennage, rendant le prototype incontrôlable. Il fut remplacé en juin 1951 par un second prototype, entièrement métallique, mais le 21 février 1952 celui-ci fut victime au-dessus de l’Allier d’un phénomène de flottement qui entraîna la rupture de l’empennage. Le pilote Claude Dellys ne parvint pas à faire fonctionner son siège éjectable et se tua à son tour. Les essais furent alors interrompus, le dernier prototype, qui devait recevoir un réacteur Snecma Atar 101F de 4 000 kgp, n’étant pas achevé.
Ce programme du ministère de l'Air fut particulièrement désastreux, puisque le SNCAC NC.1080, qui avait effectué son premier vol le 29 juillet 1949, fut détruit en vol le 7 avril 1950, tuant le pilote Pierre Gallay. Dernier participant au programme, le Nord 2200 prit l’air le 16 décembre 1949 mais fut jugé trop lourd et trop instable pour pouvoir être utilisé sur porte-avions.

## Dérivés
- Arsenal VG 93 : Projet d’un VG 90 équipé de deux statoréacteurs en bout d’aile.

## Sources
1. 1 2  Jean Cuny
2. 1 2  Pierre Gaillard et Phlipe Ricco, « Les trois premiers chasseurs embarqués à réaction français. 2 - l'Arsenal VG 90 », Le Fana de l'aviation, no 306,‎ mai 1995, p. 46-53.
3. ↑  Le Moniteur de l'aéronautique, mars 1979